# جومپی تاکاکی
جومپی تاکاکی (انگلیسی: Jumpei Takaki؛ زادهٔ ۱ سپتامبر ۱۹۸۲) بازیکن فوتبال اهل ژاپن است.
از باشگاه‌هایی که در آن بازی کرده‌است می‌توان به باشگاه فوتبال کونسادول ساپورو، باشگاه فوتبال شیمیزو اس-پالس، و باشگاه فوتبال کونسادول ساپورو، باشگاه فوتبال شیمیزو اس-پالس، و باشگاه فوتبال توکیو وردی اشاره کرد.